# Thomas Partey
Thomas Teye Partey, född 13 juni 1993, är en ghanansk fotbollsspelare som spelar för Villarreal. Partey har även spelat för spanska Atlético Madrid och engelska Arsenal. Han spelar också för Ghanas landslag och var med i VM 2022.

## Klubbkarriär
Partey spelade fotboll för Odometah FC i hemlandet Ghana. 2011 gick han som ungdomsspelare till spanska Atlético Madrid. Partey började seniorkarriären spelandes för klubbens reservlag, Atlético Madrid B, i Segunda División B säsongen 2012/2013. Följande säsong lånades han ut till Mallorca i Segunda División. Säsongen 2014/2015 lånades Partey ut till Almería.
I februari 2017 förlängde Partey sitt kontrakt i Atlético Madrid fram till 2022. Partey skrev på för Arsenal FC på deadline-day 2020. Kontraktet sträckte sig fram till 2025.
Den 4 juli 2025 anklagades Partey för fem fall av våldtäkt. Parteys kontrakt med Arsenal gick ut den sista juni samma år, och förnyades inte.   Den 7 augusti 2025 blev det officiellt att Partey blev klar för Villarreal.

## Landslagskarriär
I maj 2016 blev Partey för första gången uttagen i Ghanas landslag inför en kvalmatch till Afrikanska mästerskapet 2017. Den 5 juni 2016 debuterade Partey i en 2–0-vinst över Mauritius, där han blev inbytt i den 79:e minuten mot Frank Acheampong. Den 5 september 2017 gjorde Partey ett hattrick i en 5–1-vinst över Kongo-Brazzaville.